# Alloniscus schadleri
Alloniscus schadleri är en kräftdjursart som beskrevs av Arcangeli 1959. Alloniscus schadleri ingår i släktet Alloniscus och familjen Alloniscidae. Inga underarter finns listade i Catalogue of Life.